# 순천중앙초등학교
순천중앙초등학교(順天中央初等學校)는 대한민국 전라남도 순천시 풍덕동에 있는 공립 초등학교이다.

## 학교 연혁
- 1937년 4월 30일 순천공립보통학교 부설 승주간이학교 설립
- 1943년 4월 1일 순천서국민학교 개교(옥천동)
- 1947년 6월 20일 순천승평공립국민학교 교명 변경
- 1950년 6월 1일 순천승평국민학교로 개칭
- 1954년 10월 5일 순천중앙국민학교로 개칭
- 1996년 3월 1일 순천중앙초등학교로 개칭
- 2016년 2월 19일 제68회 졸업 63명(남38,여25) (졸업생 총수: 20,907명)
- 2016년 3월 1일 제32대 교장 김동언 부임
- 2019년 3월 1일 제33대 교장 임덕희 부임

## 참고 문헌
- 순천중앙초등학교 - 한국교육학술정보원 학교알리미

## 같이 보기
- 순천중앙초등학교 축구단